# Микільська волость (Катеринославський повіт)
Микільська волость — адміністративно-територіальна одиниця Катеринославського повіту Катеринославської губернії.
Станом на 1886 рік складалася з 3 поселень, 6 сільських громад. Населення — 2051 особа (1039 чоловічої статі та 1012 — жіночої), 377 дворових господарств.
|                     | Площа, десятин | У тому числі орної, десятин |
| ------------------- | -------------- | --------------------------- |
| Сільських громад    | 885            | 804                         |
| Приватної власності | 11987          | 3480                        |
| Іншої власності     | 34             | 16                          |
| Загалом             | 12906          | 4300                        |

Поселення волості:
- Микільське — село при річці Дніпро в 35 верстах від повітового міста, 522 особи, 95 дворів, православна церква, 2 лавки.
- Вовніги — село при річці Дніпро, 500 осіб, 100 дворів, школа, лавка.
- Військова — село при річці Дніпро, 720 осіб, 131 двір.